# Union Gelsenkirchen
Union Gelsenkirchen – niemiecki klub piłkarski z siedzibą w mieście Gelsenkirchen, w kraju związkowym Nadrenia Północna-Westfalia, działający w latach 1910–1950.

## Historia
Klub został założony w 1910  jako Union Gelsenkirchen (fuzja klubów Viktoria Gelsenkirchen-Neustadt i Germania Ückendorf). W 1950 połączył się z klubem Alemannia Gelsenkirchen tworząc Eintracht Gelsenkirchen.

## Sukcesy
- 1 sezon w Gauliga Westfalen (1. poziom): 1940/41.
- 1 sezon w 2. Oberlidze West (2. poziom): 1949/50.